# Kwon Young-ghil
Kwon Young-ghil, né le 5 novembre 1941 à préfecture de Yamaguchi (Japon), est un homme politique sud-coréen.

## Biographie
Il a obtenu un baccalauréat en sériciculture de l'université nationale de Séoul en 1969. En 1996 et 1997, il a le président de la confédération coréenne des syndicats.
De 2000 à 2004, il a le chef du parti démocratique du travail de Corée. Il a été le candidat présidentiel du parti aux 2002 et 2007.